# N-oxalylglycin
N-Oxalylglycin je organická sloučenina se vzorcem HO2CC(O)NHCH2CO2H. Používá se jako inhibitor α-ketoglutarát-dependentních enzymů, nutných například pro syntézu 4-hydroxyprolinu. Je izosterní s kyselinou α-ketoglutarovou.